# Сентрал Читаз
«Сентрал Читаз» (англ. Central Cheetahs — «центральные гепарды») — южноафриканская регбийная команда, с 2006 года выступающая в Супер Регби (сильнейший клубный чемпионат Южного полушария), а с сезона 2017/2018 — в Про14. Коллектив обладает статусом региональной сборной, и в ведении «гепардов» находятся такие территории, как Фри-Стейт и Северо-Капская провинция. Клуб функционирует совместно с командами «Фри-Стейт Читаз», «Нортерн Фри-Стейт Гриффонз» и «Грикуас», выступающими в низшем по статусу кубке Карри. «Сентрал Читаз» проводят домашние матчи на стадионах «Фри-Стейт» в Блумфонтейне и «Хоффе Парк» в Кимберли, которые способны вместить 48 000 и 18 000 зрителей соответственно. Нынешним капитаном клуба является Франсуа Вентер.
«Сентрал Читаз» стали одной из двух команд, пополнивших состав участников Супер 14 в 2006 году (второй новичок — австралийцы из «Уэстерн Форс»). «Гепарды» получили пятую франшизу ЮАР в апреле 2005 года, после того, как её был лишён клуб «Саутерн Спирс». Первый сезон «Читаз» в суперсерии неожиданно удался: команда заняла 10 место из 14. До того, как «Читаз» стали участниками чемпионата, территории, представляемые клубом, контролировались командой «Кэтс» (ныне — «Лайонз»). Кроме того в сезоне Супер 12 1997 года соревновалась сборная Фри-Стейта, получившая возможность сыграть в чемпионате благодаря успешному выступлению в кубке Карри.

## История
Изначально участники Супер 12 от ЮАР определялись посредством выступления в национальном кубке Карри. «Фри-Стейт Читаз», предшественники и нынешние партнёры «Сентраз Читаз», сыграли в главном турнире в сезоне 1997 года. Клуб провёл 11 матчей, выиграв в пяти и уступив в шести встречах. Команда заняла итоговое седьмое место.
По предложению Центрального регбийного союза и франшизы Юго-восточной части Капских провинций был рассмотрен проект создания пятой южноафриканской команды в суперсерии Южного полушария. Представители Центрального союза при совещаниях с делегатами национальной федерации указывали на тот факт, что регион является вторым после Западно-Капской провинции по числу игроков, подготовленных для выступлений в составе сборной ЮАР. Кроме того, отмечалось, что в регионе проживает большое число болельщиков, которые способны обеспечить финансовую и организационную стабильность нового клуба.
В апреле 2005 года Южноафриканский регбийный союз объявил о расширении присутствия в Супер 14 за счёт создания пятой команды. Перед первым сезоном в чемпионате «Читаз» провели игры с другим новичком — «Уэстерн Форс» — и клубом «Саутерн Спирс», также до того претендовавшим на пятую лицензию. «Гепарды» разгромили соотечественников (48:0) и обыграли австралийцев (29:19), доказав свой статус сильнейшей команды среди новых участников чемпионата. Первая игра клуба в чемпионате состоялась 10 февраля: «гепарды» встретились с «Буллз», также представителями ЮАР. «Читаз» выступили в роли хозяев и проиграли со счётом 18:30. В следующем туре клуб одержал победу, в упорной борьбе обыграв «Шаркс» (27:26). В четвёртом туре коллектив встречался с лидерами турнирной таблицы — новозеландскими «Харрикейнз». Исход матча удивил всех любителей игры: «Читаз» одержали первую домашнюю победу.
В связи с сокращением числа команд в SANZAAR сезон Супер Регби 2017/2018 «гепарды» пропустили, однако были заявлены в Про14 на сезон 2017/2018.

## Форма
Основной комплект формы клуба включает белые регбийки с оранжевым воротником и оранжевыми полосами по бокам. На плечи нанесены полосы бирюзового и фиолетового цветов. Все эти цвета обозначают связь клуба с командами из кубка Карри: оранжево-белыми «Фри-Стейт Читаз», бирюзовыми «Грикуас» и фиолетовыми «Нортерн Фри-Стейт Гриффонс». Запасной комплект выполнен в той же цветовой гамме, однако на гостевой регбийке преобладающим цветом является оранжевый. Фиолетовые и белые полосы присутствуют не плечах, корпус спортсменов украшен белыми и бирюзовыми полосами. Оба комплекта предусматривают белые шорты. При этом домашняя форма включает тёмно-синие носки, а гостевая — белые.

## Стадионы
Команда играет на арене «Фри-Стейт», также известном под коммерческим названием Vodacom Park. Объект расположен в судебной столице Блумфонтейне и после реконструкции перед чемпионатом мира по футболу 2010 года арена способна принять 48 тысяч болельщиков. Стадион также используется «Фри-Стейт Читаз». Некоторые матчи «Сентрал Читаз» проводятся на стадионе «Хоффе Парк» в городе Кимберли. Этот комплекс является домашним для клуба «Грикуас». В 2010 году «гепарды» провели один матч в городе Велком. Первый матч клуба в Супер 14 против «Буллз» собрал 37 383 зрителя.

## Результаты
| Сезон   | Позиция | Игры | Победы | Ничьи | Поражения | Очки + | Очки - | Разница | Бонусы | Очки |
| ------- | ------- | ---- | ------ | ----- | --------- | ------ | ------ | ------- | ------ | ---- |
| 1997[2] | 7-я     | 11   | 5      | 0     | 6         | 301    | 327    | -26     | 5      | 25   |
| 2006    | 10-я    | 13   | 5      | 0     | 8         | 272    | 367    | -95     | 7      | 27   |
| 2007    | 11-я    | 13   | 4      | 1     | 8         | 265    | 342    | -77     | 4      | 22   |
| 2008    | 13-я    | 13   | 1      | 0     | 12        | 255    | 428    | -173    | 9      | 13   |
| 2009    | 14-я    | 13   | 2      | 0     | 11        | 213    | 341    | -128    | 4      | 12   |
| 2010    | 10-я    | 13   | 5      | 1     | 7         | 316    | 393    | -77     | 4      | 26   |
| 2011    | 11-я    | 16   | 5      | 0     | 11        | 435    | 437    | -2      | 12     | 40   |
| 2012    | 10-я    | 16   | 5      | 0     | 11        | 391    | 458    | -67     | 10     | 38   |

## Текущий состав
Расширенный состав из 53 человек для подготовки к сезону 2013 года
Примечание: контракт Корнала Хендрикса оспаривается «Сентрал Читаз» и национальной сборной по регби-7.

## Тренеры
- Расси Эрасмус (2006—2007)
- Нака Дротске (2008—2015)
- Франко Смит (2016—2017)
- Рори Данкан (2017—н. в.)

## Капитаны
- Хуан Смит (2006—2011)
- Адриан Штраусс (2012—2014)
- Франсуа Уйс (2015)
- Франсуа Вентер (2016—н. в.)